# Матчи мужской сборной России по волейболу 2000
В сезоне 2000 года сборная России приняла участие в 2 официальных турнирах — Мировой лиге и олимпийском волейбольном турнире.

## Матчи

### Мировая лига. Интерконтинентальный раунд
| № 1(204) | 27.05.2000 Эйндховен. «Спортцентрум». 2000 зрителей        | Нидерланды — Россия — 1:3 (23:25, 21:25, 25:20, 22:25)        | Группа В |
| Нидерланды: Петер Бланже (3), Гёйдо Гёртзен (14), Бас ван де Гор (15), Мартин Дилеман (18), Рейндер Нюммердор (7), Альберт Кристина (11), Йост Койстра (л). Выход на замену: Мартин ван дер Хорст (0). Россия: Константин Ушаков (1), Игорь Шулепов (18), Алексей Казаков (6), Роман Яковлев (18), Сергей Тетюхин (11), Алексей Кулешов (12), Евгений Митьков (л). Выход на замену: Станислав Динейкин (0), Илья Савельев (2). |                                                            |                                                               |          |
| № 2(205) | 28.05.2000 Эйндховен. «Спортцентрум». 2440 зрителей        | Нидерланды — Россия — 1:3 (25:19, 19:25, 16:25, 22:25)        | Группа В |
| Нидерланды: Петер Бланже (5), Гёйдо Гёртзен (10), Бас ван де Гор (9), Мартин Дилеман (12), Рейндер Нюммердор (9), Альберт Кристина (14), Йост Койстра (л). Выход на замену: Мартин ван дер Хорст (0). Россия: Алексей Кулешов (6), Роман Яковлев (21), Илья Савельев (5), Алексей Казаков (8), Константин Ушаков (2), Игорь Шулепов (12), Евгений Митьков (л). Выход на замену: Станислав Динейкин (0), Александр Косарев (0), Сергей Тетюхин (10). |                                                            |                                                               |          |
| № 3(206) | 2.06.2000 Льевен. «Стад Кувер Режьональ». 3100 зрителей    | Франция — Россия — 3:1 (25:21, 25:21, 21:25, 25:22)           | Группа В |
| Франция: Доминик Дакен (11), Лоран Шамбертен (5), Лоран Капе (10), Франс Гранворка (10), Жаке Йоко (14), Рено Эрп (17), Юбер Энно (л). Выход на замену: Фабрис Бри (0), Стефан Сапинар (0). Россия: Константин Ушаков (0), Игорь Шулепов (5), Алексей Казаков (8), Роман Яковлев (11), Сергей Тетюхин (7), Алексей Кулешов (2), Евгений Митьков (л). Выход на замену: Илья Савельев (10), Станислав Динейкин (11), Вадим Хамутцких (1), Сергей Орленко (4).                                                                                            |                                                            |                                                               |          |
| № 4(207) | 3.06.2000 Гравелин. «Спортика». 1800 зрителей              | Франция — Россия — 3:1 (25:22, 25:22, 20:25, 25:23)           | Группа В |
| Франция: Доминик Дакен (13), Лоран Шамбертен (3), Лоран Капе (16), Франс Гранворка (8), Жаке Йоко (9), Рено Эрп (13), Юбер Энно (л). Выход на замену: Фабрис Бри (0), Кристоф Мено (2), Стефан Антига (0), Лоик Де Кергре (0). Россия: Константин Ушаков (4), Игорь Шулепов (19), Алексей Казаков (5), Роман Яковлев (20), Сергей Тетюхин (3), Алексей Кулешов (11), Евгений Митьков (л). Выход на замену: Станислав Динейкин (1), Александр Косарев (2), Сергей Орленко (1).                                                                          |                                                            |                                                               |          |
| № 5(208) | 9.06.2000 Москва. Дворец спорта «Динамо». 2880 зрителей    | Россия — Нидерланды — 3:0 (26:24, 25:20, 25:22)               | Группа В |
| Россия: Руслан Олихвер (6), Константин Ушаков (2), Игорь Шулепов (16), Алексей Казаков (7), Роман Яковлев (15), Валерий Горюшев (8), Евгений Митьков (л). Выход на замену: Алексей Кулешов (0), Сергей Тетюхин (0). Нидерланды: Бас ван де Гор (8), Мартин Дилеман (4), Рейндер Нюммердор (8), Мартин ван дер Хорст (6), Миша Латухихин (1), Гёйдо Гёртзен (12), Йост Койстра (л). Выход на замену: Эрик Схёйл (6), Альберт Кристина (4). |                                                            |                                                               |          |
| № 6(209) | 10.06.2000 Москва. Дворец спорта «Динамо». 2400 зрителей   | Россия — Нидерланды — 2:3 (25:19, 19:25, 26:24, 22:25, 11:15) | Группа В |
| Россия: Константин Ушаков (1), Игорь Шулепов (18), Алексей Казаков (13), Роман Яковлев (10), Сергей Тетюхин (8), Руслан Олихвер (5), Евгений Митьков (л). Выход на замену: Валерий Горюшев (2), Станислав Динейкин (15), Алексей Кулешов (3), Александр Косарев (2). Нидерланды: Бас ван де Гор (15), Мартин Дилеман (19), Рейндер Нюммердор (15), Мартин ван дер Хорст (16), Карс ван Тарел (0), Гёйдо Гёртзен (20), Йост Койстра (л). Выход на замену: Миша Латухихин (1).                                                                           |                                                            |                                                               |          |
| № 7(210) | 16.06.2000 Гавана. «Сьюдад Депортиво». 15 400 зрителей     | Куба — Россия — 0:3 (23:25, 22:25, 19:25)                     | Группа В |
| Куба: Рауль Диаго (2), Ален Рока (3), Павел Пимьента (6), Леонель Маршаль (12), Анхель Деннис (11), Иосвани Эрнандес (6), Иван Руис (л). Выход на замену: Николас Вивес (0), Алексис Архилаго (0), Родольфо Санчес (1), Йосенки Гарсия (0), Гато (5). Россия: Алексей Казаков (12), Константин Ушаков (1), Игорь Шулепов (13), Руслан Олихвер (12), Станислав Динейкин (12), Сергей Тетюхин (4), Евгений Митьков (л). Выход на замену: Александр Герасимов (2), Александр Косарев (0).                                                                 |                                                            |                                                               |          |
| № 8(211) | 17.06.2000 Гавана. «Сьюдад Депортиво». 14 966 зрителей     | Куба — Россия — 1:3 (25:23, 22:25, 17:25, 25:27)              | Группа В |
| Куба: Рауль Диаго (2), Рока (13), Павел Пимьента (14), Леонель Маршал (12), Анхель Деннис (17), Иосвани Эрнандес (6), Иван Руис (л). Выход на замену: Николас Вивес (0), Алексис Архилаго (0), Родольфо Санчес (0), Йосенки Гарсия (0), Рамон Гато (6). Россия: Константин Ушаков (0), Игорь Шулепов (8), Руслан Олихвер (13), Станислав Динейкин (20), Сергей Тетюхин (10), Алексей Казаков (9), Евгений Митьков (л). Выход на замену: Александр Герасимов (6), Александр Косарев (3), Вадим Хамутцких (1), Валерий Горюшев (0), Алексей Кулешов (1). |                                                            |                                                               |          |
| № 9(212) | 23.06.2000 Москва. Дворец спорта «Динамо». 2820 зрителей   | Россия — Франция — 3:1 (25:20, 25:18, 22:25, 25:16)           | Группа В |
| Россия: Вадим Хамутцких (0), Игорь Шулепов (13), Руслан Олихвер (14), Станислав Динейкин (18), Сергей Тетюхин (16), Алексей Казаков (12), Евгений Митьков (л). Выход на замену: Александр Герасимов (0), Александр Косарев (0), Алексей Кулешов (0). Франция: Лоран Капе (1), Франс Гранворка (9), Фабрис Бри (15), Рено Эрп (13), Доминик Дакен (11), Лоран Шамбертен (1), Юбер Энно (л). Выход на замену: Фредерик Авас (1), Люк Марке (10), Дмитрий Цветков (0).                                                                                    |                                                            |                                                               |          |
| № 10(213) | 24.06.2000 Москва. Дворец спорта «Динамо». 3500 зрителей   | Россия — Франция — 3:0 (25:21, 25:17, 25:17)                  | Группа В |
| Россия: Игорь Шулепов (14), Руслан Олихвер (7), Станислав Динейкин (14), Сергей Тетюхин (15), Алексей Казаков (6), Вадим Хамутцких (5), Евгений Митьков (л). Выход на замену: Александр Герасимов (0), Александр Косарев (1). Франция: Рено Эрп (1), Доминик Дакен (8), Лоран Шамбертен (1), Лоран Капе (10), Франс Гранворка (0), Фредерик Авас (6), Юбер Энно (л). Выход на замену: Люк Марке (4), Дмитрий Цветков (0), Фабрис Бри (6), Кристоф Мено (1), Лоик Де Кергре (1).                                                                        |                                                            |                                                               |          |
| № 11(214) | 30.06.2000 Белгород. Дворец спорта «Космос». 5000 зрителей | Россия — Куба — 3:0 (25:21, 25:22, 25:19)                     | Группа В |
| Россия: Алексей Казаков (8), Вадим Хамутцких (3), Игорь Шулепов (9), Руслан Олихвер (8), Станислав Динейкин (17), Сергей Тетюхин (13), Евгений Митьков (л). Выход на замену: Алексей Кулешов (0), Александр Косарев (0). Куба: Рауль Диаго (2), Ален Рока (10), Павел Пимьента (7), Анхель Деннис (15), Рамон Гато (3), Иосвани Эрнандес (7), Иван Руис (л). Выход на замену: Родольфо Санчес (2), Йосенки Гарсия (2), Леонель Маршаль (0). |                                                            |                                                               |          |
| № 12(215) | 1.07.2000 Белгород. Дворец спорта «Космос». 5000 зрителей  | Россия — Куба — 3:1 (31:29, 25:22, 20:25, 26:24)              | Группа В |
| Россия: Алексей Казаков (12), Константин Ушаков (2), Илья Савельев (15), Алексей Кулешов (16), Роман Яковлев (13), Александр Косарев (4), Евгений Митьков (л). Выход на замену: Станислав Динейкин (5), Игорь Шулепов (5), Вадим Хамутцких (0), Сергей Тетюхин (л). Куба: Рауль Диаго (2), Ален Рока (2), Павел Пимьента (13), Анхель Деннис (18), Рамон Гато (17), Иосвани Эрнандес (9), Иван Руис (л). Выход на замену: Родольфо Санчес (0), Йосенки Гарсия (0), Леонель Маршаль (13), Николас Вивес (0), Алексис Архилаго (0).                      |                                                            |                                                               |          |

### Мировая лига. Финальный турнир
| № 13(216) | 10.07.2000 Роттердам. Дворец спорта «Ахой». 550 зрителей  | Россия — Югославия — 3:0 (25:23, 25:20, 25:22)              | Финальная группа |
| Россия: Константин Ушаков (2), Игорь Шулепов (6), Руслан Олихвер (7), Роман Яковлев (17), Сергей Тетюхин (8), Алексей Казаков (15), Евгений Митьков (л). Выход на замену: Алексей Кулешов (0), Александр Косарев (0). Югославия: Горан Вуевич (7), Андрия Герич (3), Владимир Батез (6), Владимир Грбич (12), Дьюла Мештер (5), Никола Грбич (3), Васа Миич (л). Выход на замену: Игор Вушурович (2), Иван Милькович (5).                                                                                                 |                                                           |                                                             |                  |
| № 14(217) | 11.07.2000 Роттердам. Дворец спорта «Ахой». 550 зрителей  | Россия — Италия — 2:3 (24:26, 25:19, 20:25, 25:13, 15:17)   | Финальная группа |
| Россия: Константин Ушаков (2), Игорь Шулепов (17), Руслан Олихвер (8), Роман Яковлев (15), Сергей Тетюхин (10), Алексей Казаков (7), Евгений Митьков (л). Выход на замену: Станислав Динейкин (10), Илья Савельев (3), Алексей Кулешов (1), Александр Косарев (0), Вадим Хамутцких (0). Италия: Марко Браччи (13), Алессандро Феи (7), Андреа Сарторетти (25), Симоне Розальба (6), Луиджи Мастранджело (12), Марко Меони (3), Мирко Корсано (л). Выход на замену: Самуэле Папи (9), Паоло Тофоли (0), Марко Молтени (0). |                                                           |                                                             |                  |
| № 15(218) | 13.07.2000 Роттердам. Дворец спорта «Ахой». 550 зрителей  | Россия — Нидерланды — 3:0 (25:16, 25:17, 26:24)             | Финальная группа |
| Россия: Игорь Шулепов (11), Руслан Олихвер (7), Роман Яковлев (19), Сергей Тетюхин (9), Алексей Казаков (4), Вадим Хамутцких (2), Евгений Митьков (л). Выход на замену: Станислав Динейкин (0), Александр Косарев (0). Нидерланды: Гёйдо Гёртзен (10), Бас ван де Гор (11), Мартин Дилеман (2), Рейндер Нюммердор (5), Мартин ван дер Хорст (4), Петер Бланже (0), Йост Койстра (л). Выход на замену: Ричард Схёйл (7), Майк ван де Гор (3), Эрик Схёйл (0), Альберт Кристина (2), Миша Латухихин (0).                    |                                                           |                                                             |                  |
| № 16(219) | 14.07.2000 Роттердам. Дворец спорта «Ахой». 1250 зрителей | Россия — США — 3:1 (25:21, 23:25, 25:20, 25:21)             | Финальная группа |
| Россия: Вадим Хамутцких (0), Игорь Шулепов (6), Руслан Олихвер (7), Роман Яковлев (23), Сергей Тетюхин (5), Алексей Казаков (12), Евгений Митьков (л). Выход на замену: Илья Савельев (8), Алексей Кулешов (1), Константин Ушаков (1), Станислав Динейкин (0), Александр Косарев (2). США: Ллой Болл (7), Джон Хайден (10), Томас Хофф (5), Джордж Румейн (20), Майкл Ламберт (16), Райан Миллар (7), Эрик Салливан (л). Выход на замену: Даниэль Ландри (1), Джефф Нюгор (0), Кристиан Маккоу (0).                       |                                                           |                                                             |                  |
| № 17(220) | 15.07.2000 Роттердам. Дворец спорта «Ахой». 1200 зрителей | Россия — Бразилия — 2:3 (22:25, 25:20, 11:25, 25:18, 11:15) | Финальная группа |
| Россия: Игорь Шулепов (6), Руслан Олихвер (1), Роман Яковлев (10), Илья Савельев (13), Алексей Кулешов (11), Константин Ушаков (1), Евгений Митьков (л). Выход на замену: Станислав Динейкин (14), Вадим Хамутцких (0), Сергей Тетюхин (5), Алексей Казаков (4), Александр Косарев (0). Бразилия: Маурисио (2), Данте (17), Дуглас (15), Макс (17), Налберт (17), Густаво (5), Кид (л). Выход на замену: Жоэл (5), Марсело (0), Дирсеу (0), Родриго (0).                                                                  |                                                           |                                                             |                  |
| № 18(221) | 16.07.2000 Роттердам. Дворец спорта «Ахой». 3000 зрителей | Италия — Россия — 3:2 (25:22, 18:25, 20:25, 25:21, 15:13)   | Финал            |
| Италия: Луиджи Мастранджело (6), Марко Меони (2), Марко Браччи (3), Алессандро Феи (14), Андреа Сарторетти (26), Симоне Розальба (17), Мирко Корсано (л). Выход на замену: Самуэле Папи (10), Андреа Джани (5). Россия: Константин Ушаков (2), Игорь Шулепов (6), Руслан Олихвер (11), Роман Яковлев (19), Илья Савельев (14), Алексей Казаков (11), Евгений Митьков (л). Выход на замену: Сергей Тетюхин (9), Станислав Динейкин (1), Алексей Кулешов (0), Александр Косарев (0).                                        |                                                           |                                                             |                  |

### Олимпийский турнир
| № 19(222) | 17.09.2000 Сидней. Центр развлечений. 8056 зрителей | Россия — Югославия — 3:1 (19:25, 25:23, 25:23, 25:20)    | Группа В   |
| Россия: Игорь Шулепов (15), Руслан Олихвер (5), Роман Яковлев (22), Сергей Тетюхин (17), Алексей Казаков (8), Константин Ушаков (3), Евгений Митьков (л). Выход на замену: Александр Герасимов (0), Илья Савельев (1). Югославия: Никола Грбич (3), Горан Вуевич (7), Андрия Герич (12), Иван Милькович (19), Владимир Грбич (17), Дьюла Мештер (3), Васа Миич (л). Выход на замену: Игор Вушурович (3), Слободан Ковач (1).                                                                                                 |                                                     |                                                          |            |
| № 20(223) | 19.09.2000 Сидней. Центр развлечений. 7223 зрителей | Россия — США — 3:1 (25:18, 25:23, 21:25, 25:17)          | Группа В   |
| Россия: Константин Ушаков (5), Игорь Шулепов (18), Руслан Олихвер (5), Роман Яковлев (16), Сергей Тетюхин (16), Алексей Казаков (12), Евгений Митьков (л). Выход на замену: Александр Герасимов (0), Илья Савельев (1), Алексей Кулешов (1). США: Райан Миллар (3), Ллой Болл (4), Джон Хайден (15), Томас Хофф (10), Джордж Румейн (20), Майкл Ламберт (13), Эрик Салливан (л). Выход на замену: Даниэль Ландри (0), Кевин Барнетт (0), Кристиан Маккоу (0).                                                                |                                                     |                                                          |            |
| № 21(224) | 21.09.2000 Сидней. Центр развлечений. 8085 зрителей | Корея — Россия — 2:3 (22:25, 25:22, 25:20, 27:29, 15:17) | Группа В   |
| Корея: Хо Ин Джун (1), Ли Киунг Су (16), Ким Се Джин (9), Банг Син Бонг (6), Шин Джин Сик (34), Чой Тае Вунг (4), Ли Хо (л). Выход на замену: Биунг Чул (10), Шин Сун Хо (10), Парк Хи Сан (0), Ли Биунг Енг (0). Россия: Алексей Казаков (10), Константин Ушаков (1), Игорь Шулепов (12), Руслан Олихвер (10), Роман Яковлев (10), Илья Савельев (6), Евгений Митьков (л). Выход на замену: Сергей Тетюхин (17), Александр Герасимов (11), Вадим Хамутцких (1), Алексей Кулешов (8), Валерий Горюшев (0).                   |                                                     |                                                          |            |
| № 22(225) | 23.09.2000 Сидней. Центр развлечений. 8278 зрителей | Россия — Италия — 1:3 (20:25, 20:25, 25:22, 22:25)       | Группа В   |
| Россия: Константин Ушаков (5), Игорь Шулепов (5), Алексей Кулешов (10), Роман Яковлев (20), Сергей Тетюхин (9), Алексей Казаков (6), Евгений Митьков (л). Выход на замену: Илья Савельев (12), Руслан Олихвер (2), Вадим Хамутцких (0), Александр Герасимов (3), Валерий Горюшев (3). Италия: Андреа Гардини (12), Марко Меони (2), Самуэле Папи (10), Андреа Сарторетти (18), Симоне Розальба (20), Паскуале Гравина (14), Мирко Корсано (л). Выход на замену: Марко Браччи (1), Луиджи Мастранджело (0), Андреа Джани (5). |                                                     |                                                          |            |
| № 23(226) | 25.09.2000 Сидней. Олимпийский парк. 4676 зрителей  | Аргентина — Россия — 0:3 (23:25, 15:25, 20:25)           | Группа В   |
| Аргентина: Хавьер Вебер (0), Уго Конте (3), Маркос Милинкович (8), Леандро Мали (12), Хуан Пабло Порельо (8), Алехандро Спайич (7), Пабло Меана (л). Выход на замену: Пабло Перейра (3), Херонимо Бидеген (1), Себастьян Фирпо (0), Кристиан Ларес (0). Россия: Игорь Шулепов (11), Руслан Олихвер (11), Роман Яковлев (15), Сергей Тетюхин (10), Алексей Казаков (10), Константин Ушаков (1), Евгений Митьков (л). Выход на замену: Александр Герасимов (0).                                                                |                                                     |                                                          |            |
| № 24(227) | 27.09.2000 Сидней. Центр развлечений. 7514 зрителей | Куба — Россия — 2:3 (25:21, 23:25, 19:25, 25:19, 13:15)  | 1/4 финала |
| Куба: Рауль Диаго (0), Иван Руис (8), Павел Пимьента (13), Освальдо Эрнандес (23), Анхель Деннис (18), Иосвани Эрнандес (13), Алексис Архилаго (л). Выход на замену: Рамон Гато (9), Ален Рока (0), Леонель Маршаль (0), Николас Вивес (0). Россия: Константин Ушаков (5), Игорь Шулепов (19), Руслан Олихвер (11), Роман Яковлев (4), Сергей Тетюхин (1), Алексей Казаков (7), Евгений Митьков (л). Выход на замену: Илья Савельев (21), Александр Герасимов (15), Алексей Кулешов (2).                                     |                                                     |                                                          |            |
| № 25(228) | 29.09.2000 Сидней. Центр развлечений. 8177 зрителей | Аргентина — Россия — 1:3 (25:27, 30:32, 25:21, 11:25)    | 1/2 финала |
| Аргентина: Хавьер Вебер (0), Уго Конте (14), Маркос Милинкович (23), Леандро Мали (15), Херонимо Бидеген (2), Алехандро Спайич (9), Пабло Меана (л). Выход на замену: Хуан Пабло Порельо (0), Пабло Перейра (4), Себастьян Фирпо (0), Кристиан Ларес (1). Россия: Константин Ушаков (2), Игорь Шулепов (6), Руслан Олихвер (16), Роман Яковлев (21), Илья Савельев (23), Алексей Казаков (14), Евгений Митьков (л). Выход на замену: Алексей Кулешов (1), Сергей Тетюхин (3), Александр Герасимов (0).                       |                                                     |                                                          |            |
| № 26(229) | 1.10.2000 Сидней. Центр развлечений. 9444 зрителей  | Россия — Югославия — 0:3 (22:25, 22:25, 20:25)           | Финал      |
| Россия: Константин Ушаков (1), Сергей Тетюхин (11), Руслан Олихвер (7), Роман Яковлев (8), Илья Савельев (3), Алексей Казаков (3), Евгений Митьков (л). Выход на замену: Игорь Шулепов (6), Алексей Кулешов (5), Александр Герасимов (2), Вадим Хамутцких (0). Югославия: Никола Грбич (3), Горан Вуевич (10), Андрия Герич (6), Иван Милькович (19), Владимир Грбич (14), Дьюла Мештер (5), Васа Миич (л). |                                                     |                                                          |            |

## Состав
Всего в 2000 году в составе сборной России в официальных турнирах играло 15 волейболистов. Дебютировал в составе сборной Александр Косарев.
В скобках указано число матчей, проведённых в стартовом составе + в качестве либеро
| № п/п | Игрок               | Год рождения | Амплуа       | Клуб                          | Турниры и игры | Турниры и игры | Всего матчей | Очки |
| № п/п | Игрок               | Год рождения | Амплуа       | Клуб                          | МЛ             | ОИ             | Всего матчей | Очки |
| ----- | ------------------- | ------------ | ------------ | ----------------------------- | -------------- | -------------- | ------------ | ---- |
| 1     | Роман Яковлев       | 1976         | диагональный | «Форли» «Модена»              | 13(13)         | 8(8)           | 21(21)       | 327  |
| 2     | Игорь Шулепов       | 1972         | доигровщик   | «Джапан Табакко» «Парма»      | 18(17)         | 8(7)           | 26(24)       | 294  |
| 3     | Алексей Казаков     | 1976         | блокирующий  | «Модена»                      | 18(17)         | 8(8)           | 26(25)       | 229  |
| 4     | Сергей Тетюхин      | 1975         | доигровщик   | «Парма»                       | 18(13+1)       | 8(6)           | 26(19+1)     | 227  |
| 5     | Руслан Олихвер      | 1969         | блокирующий  | «Кунео» «Васко да Гама»       | 13(13)         | 8(7)           | 21(20)       | 173  |
| 6     | Станислав Динейкин  | 1973         | диагональный | «Парма»                       | 16(5)          |                | 16(5)        | 138  |
| 7     | Илья Савельев       | 1971         | доигровщик   | «Парма» «Джапан Табакко»      | 8(4)           | 7(3)           | 15(7)        | 137  |
| 8     | Алексей Кулешов     | 1979         | блокирующий  | «Белогорье-Динамо»            | 15(6)          | 6(1)           | 21(7)        | 91   |
| 9     | Константин Ушаков   | 1970         | связующий    | «Белогорье-Динамо» «Трентино» | 14(13)         | 8(8)           | 22(21)       | 44   |
| 10    | Александр Герасимов | 1975         | диагональный | УЭМ-«Изумруд»                 | 4              | 8              | 12           | 39   |
| 11    | Александр Косарев   | 1977         | доигровщик   | «Белогорье-Динамо»            | 15(1)          |                | 15(1)        | 14   |
| 12    | Вадим Хамутцких     | 1969         | связующий    | «Эрдемирспор»                 | 10(5)          | 3              | 13(5)        | 13   |
| 13    | Валерий Горюшев     | 1973         | доигровщик   | «Кунео» «Трентино»            | 3(1)           | 2              | 5(1)         | 13   |
| 14    | Сергей Орленко      | 1971         | блокирующий  | АЗС                           | 2              |                | 2            | 5    |
| 15    | Евгений Митьков     | 1972         | либеро       | «Фридрихсхафен» «Монтикьяри»  | 18(0+18)       | 8(0+8)         | 26(0+26)     | 0    |

- Главный тренер — Геннадий Шипулин.

## Итоги
Всего в 2000 году сборная России провела 26 официальных матчей, победив 18 раз и уступив в 8 поединках при соотношении партий 65:37. Соперниками россиян в этих матчах были национальные сборные 9 стран.
| Турнир                                   | И  | В | П | С/П   | Место |
| ---------------------------------------- | -- | - | - | ----- | ----- |
| Мировая лига. Интерконтинентальный раунд | 12 | 9 | 3 | 31:14 | 1 гр. |
| Мировая лига. Финальный турнир           | 6  | 3 | 3 | 15:10 | 2     |
| Олимпийский турнир                       | 8  | 6 | 2 | 19:13 | 2     |